# عظاءات قائدة مقوسة
عظاءات قائدة مقوسة (الاسم العلمي: Archegosauridae)، فصيلة من مقسومات الفقار كبيرة نسبيا وذات خطم طويل عاشت في العصر البرمي. كانت حيوانات مائية تمامًا ، وكانت أيضاتها وظائفها العضوية تشبه الأسماك أكثر من البرمائيات الحديثة.

## معرض الصور

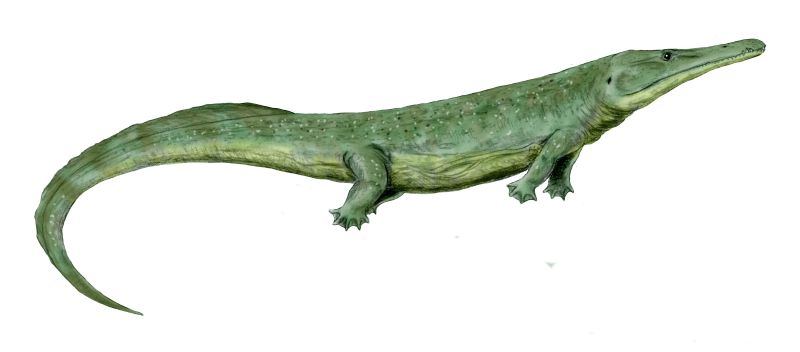
بريونوسوكس
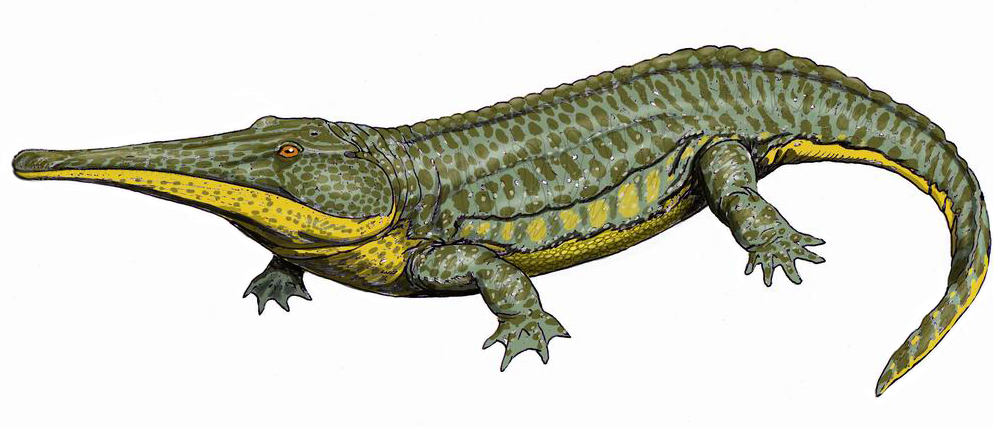
Platyoposaurus
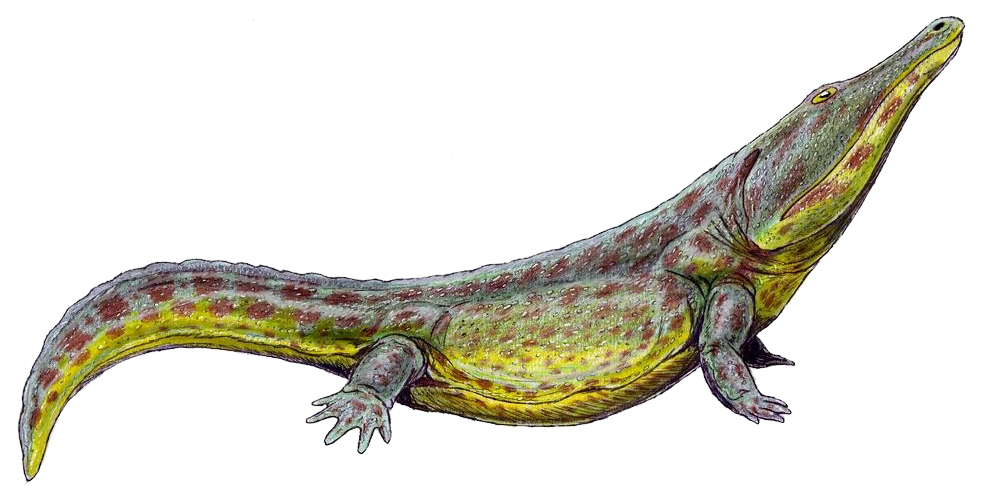
Konzukovia
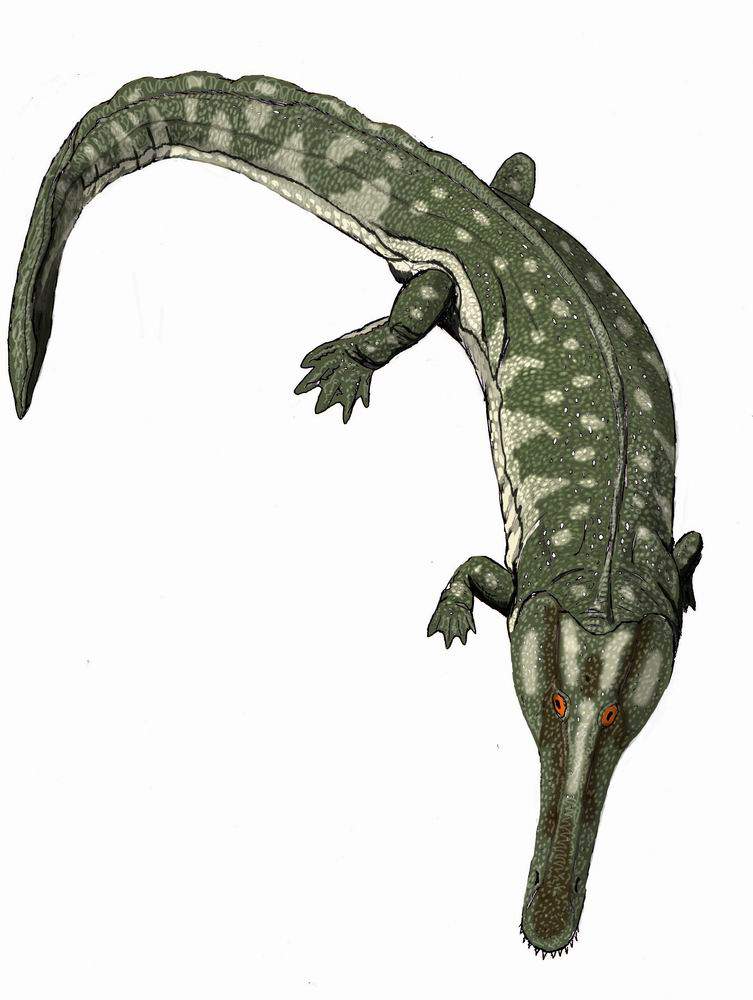
Collidosuchus
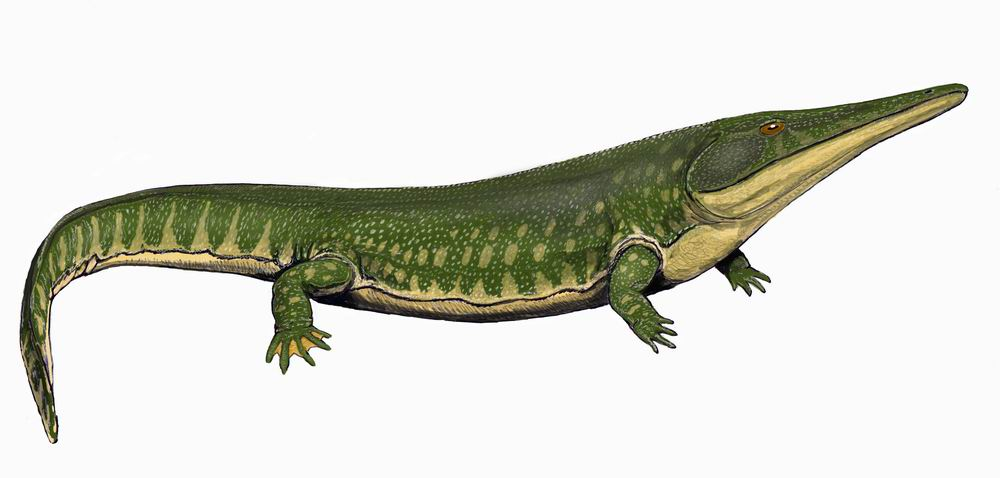
عظاءة قائدة مقوسة